# Egyiptomi írás

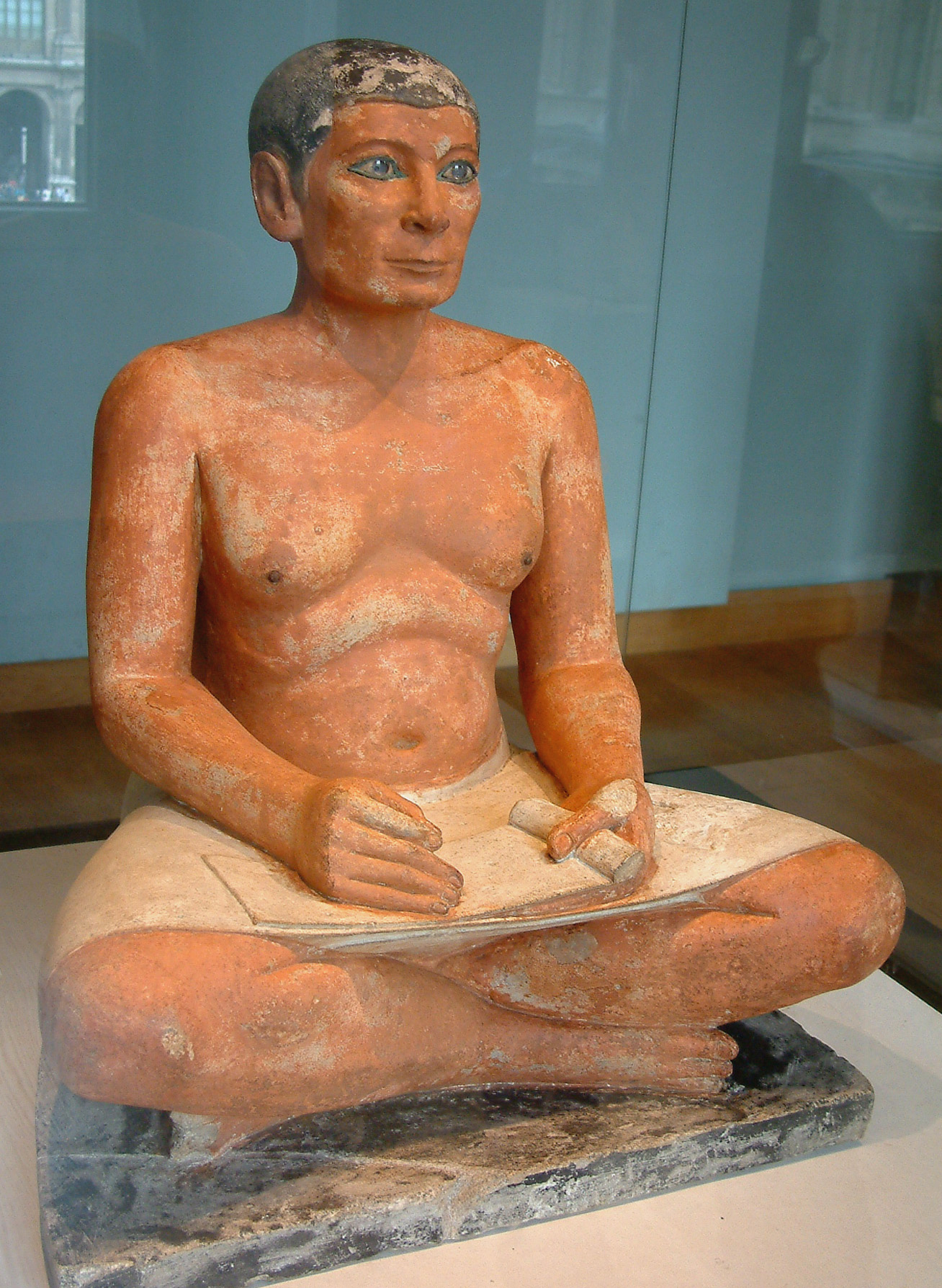
A világ egyik legismertebb művészeti alkotása ez az ülő írnokot ábrázoló, rendkívüli megjelenítő erővel bíró realisztikus szobor, mely az óbirodalom idején készült és Szakkarából került elő (Louvre, Párizs)

Az egyiptomi írás az emberiség történetének egyik legelső írásrendszere, amely már az i. e. 4. évezredben megjelent. Először képírásként, majd nagyon korán, Alsó- és Felső-Egyiptom egyesítésének ideje (i. e. 31-30. század) körül hangjelölő írássá alakult és rendelkezett egy 24 hangból álló ábécével.
Az ókori Egyiptom, a világtörténelem egyik legnagyobb civilizációja mintegy négyezer éven keresztül állt fenn, ezt a négyezer évet pedig végigkísérte az írás jelenléte. Egyiptom nagyságához nagy mértékben hozzájárult, hogy korán kialakult egy egységes írásrendszer, amely elég fejlett volt nemcsak a mindennapi életben szükséges információk feljegyzéséhez, hanem a tudományos felfedezések és az irodalmi alkotások leírásához is.
Egyiptom írása több mint ezer éven át megfejtetlen rejtély volt, csak a 19. században fejtette meg Jean-François Champollion, aki nélkül az egyiptológia mint tudományág nem is létezhetne.
Amilyen fontos szerepet játszott írásuk abban, hogy a modern tudomány megismerje ezt a távoli civilizációt, éppolyan fontos szerepet játszott Egyiptom mindennapjaiban. Az egyiptomiak hite szerint a halhatatlanságot az biztosította valaki számára, ha neve fennmaradt, s ezt nemcsak átvitt értelemben gondolták. Ez volt az oka annak, hogy a fáraótól a közemberig mindenki buzgón igyekezett megörökíteni nevét sírkamrájában és azon kívül is. Ennek azonban az ellenkezője is igaz volt: ha valakinek a nevét minden feliratról kivakarták, képmásait megsemmisítették, azzal lelkét megfosztották a túlvilági léttől. Ebből az okból tüntettette el az istenek – főként Ámon – nevét, képmásait, de még szent állataik ábrázolásait is az egyistenhitet bevezetni próbáló Ehnaton fáraó. Egy nemzedékkel később, mikor reformjai kudarcot vallottak, rá várt ugyanez a sors és ha valahol mégis említeniük kellett, neve helyett „az ahet-atoni gonosztevő”-ként utaltak rá.
Az írásjeleknek gyakran mágikus jelentőséget tulajdonítottak, ami lehetett jó vagy gonosz erő; a skorpiót ábrázoló írásjelet például gyakran a farkán lévő méregtüske nélkül ábrázolták, hogy ne okozhasson bajt; ugyanígy Apóphiszt, Ré napisten ellenségét is igyekeztek ártalmatlanítani azzal, hogy a nevében szereplő kígyót ledöfve, átszúrva ábrázolták.
Az egyiptomi írás az egyik legkorábbi írásrendszer, bár Mezopotámiában a egyiptomival nagyjából egy időben alakult ki az ékírás. Egyiptomban a legkorábbi írásos emlékek kőre vésve maradtak meg, de nem sokkal később feltalálták a papiruszt, a tintát és a tollat, ami a mezopotámiaiak agyagba nyomott ékírásával szemben rendkívül egyszerűvé tette az egyiptomiak számára az írást. Az írott dokumentumok létrejöttével szükségessé vált ezek tárolása, így jöttek létre az első könyvtárak, melyek létét számos forrás alapján biztosra vehetjük, ugyanakkor ásatások leletanyaga ezt még nem támasztja alá.

## Az egyiptomi írás kialakulása és fajtái
Az egyiptomi írás megszületésének idejéből nem maradtak fenn írásos emlékek. Az első ránk maradt írástöredékek – főként királyok és helységek neve – az egyiptomi történelem hajnalán keletkeztek, az első egybefüggő szövegek a III. dinasztia uralkodásának korából származnak (i. e. 27.–26. század), ezek azonban már egy teljesen kialakult írásrendszert mutatnak. Több más íráshoz hasonlóan az egyiptomi írás eleinte tiszta képírás lehetett – erre több hieroglifa formája is utal –, sajnos azonban a régészek nem találtak olyan írásos emlékeket, melyből az írás kialakulásának egyes állomásaira következtethetnénk.
Egyiptom több ezer éves történelme folyamán az írásnak három különböző formája alakult ki. A hieroglif írás, melyet napjainkban mindenki azonosít az ókori egyiptomi írás fogalmával, csak az egyik ezek közül, mellette, vele egy időben használták a hieratikus írást, a későbbi korokban pedig fokozatosan teret nyert a démotikus is.

### A hieroglif írás

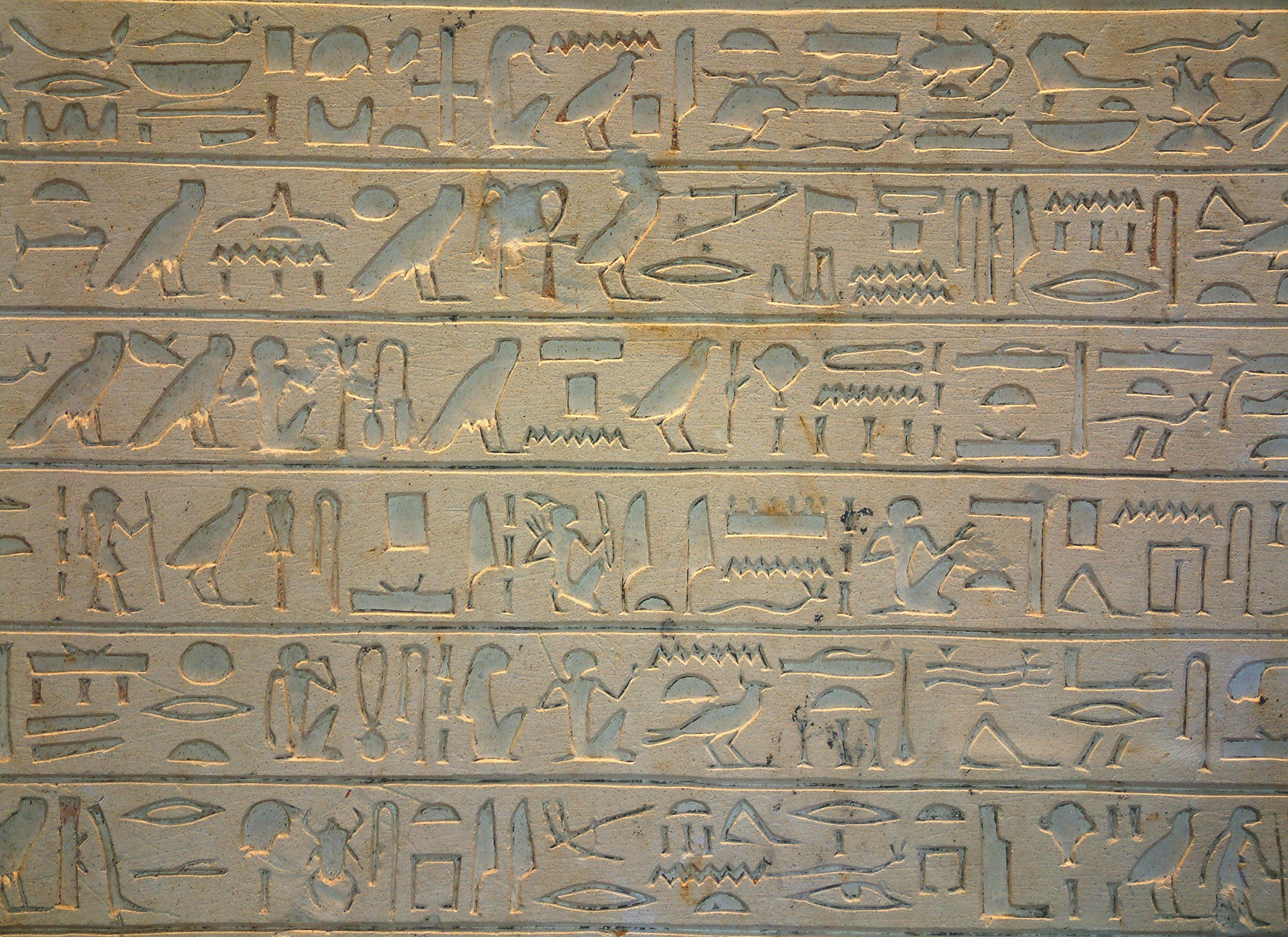
Hieroglif írás

A hieroglif írás elnevezés a hieroglifa nevű írásjeleiről kapta a nevét. A hieroglifa görög szóösszetétel, fordítása: „szent véset” (hierosz: szent, glüfein: vésni). Maguk az egyiptomiak írásukat a medu netjeru, „az istenek szavai” névvel illették, ezzel is utalva a legendára, mely feltalálását Thot istennek tulajdonítja. A három írásmód közül ez a legkorábbi, kialakulásának pontos ideje a történelem homályába vész, de az i. e. 4. évezredből már maradtak fenn írott emlékek – ekkor uralkodtak Egyiptom első olyan királyai, akiknek neve fennmaradt, köztük az országegyesítő Narmer. A hieroglif írást Egyiptom egész történelme folyamán használták. Mivel rendkívül dekoratív, ezt alkalmazták olyan helyeken, ahol a kinézet is számított – a templomok és sírok falain, az obeliszkeken és sztéléken –, köznapi használatra azonban bonyolultsága miatt kevésbé volt alkalmas.
A hieroglif írás a köztudatban élő elképzeléssel ellentétben nem képírás, hanem ideogrammákkal és determinatívumokkal teli szótag- és betűírás. Egyes hieroglifák – feltehetően a legkorábban kialakultak – valóban képi jelek (pl.: a város jelében jól kivehető egy egyszerű városalaprajz egymásba futó utakkal; a ház jele egy kunyhó alaprajza). Más jelek egy, két vagy akár három hangnak is megfelelnek.
A determinatívumok olyan jelek, amik a megegyező írásmódú, de különböző jelentésű szavakat segítenek megkülönböztetni, tehát ha például az írást, írott tekercset és írnokot egyaránt jelentő hieroglifa jelentésének pontosításához odaírták az „ember” determinatívumot, egyértelmű volt, hogy írnokról van szó. Ha a tekercs determinatívumát írták utána, írott papirusztekercset jelentett a hieroglifa.
A determinatívumok többségének önmagában nem volt jelentése; ugyanez az emberfigura a „város” hieroglifa után írva városlakót, az „isten” után írva papot, a „szántóföld” után írva parasztot jelentett.

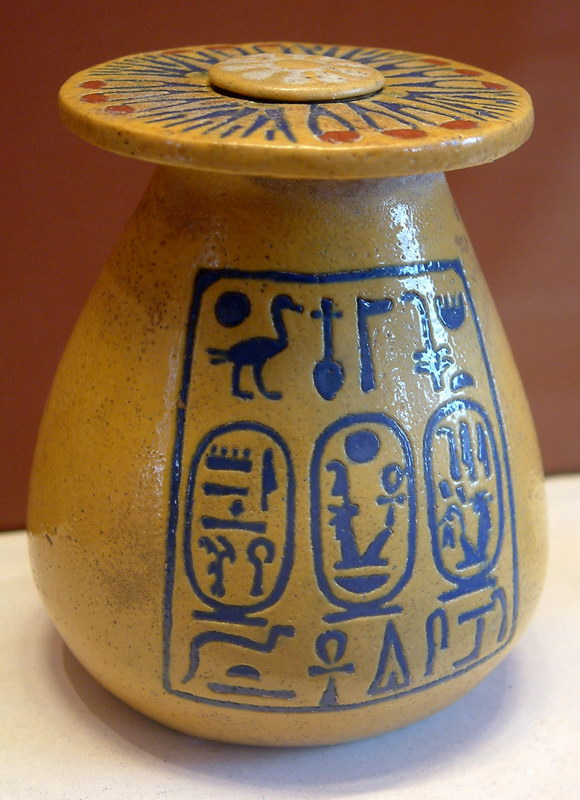
Hieroglif jelek egy III. Amenhotep kori tégelyen. A felirat említi Nebmmatré Amenhotep és nagy királyi hitvese, Tije nevét.

Egyes jelek többféle funkciót is betölthettek, például a napot jelentő hieroglifa jelenthette a napistent és magát az égitestet is, de determinatívumként is előfordult, elsősorban a fénnyel, ragyogással, illetve idővel kapcsolatos szavakban.
A hieroglifákat jobbról balra és balról jobbra is írták, illetve olvasták. Az általános olvasási mód szerint a szöveg arról kezdődik, amerre a benne szereplő hieroglifák ember- és állatalakjai néznek, egyes helyeken azonban – főleg istenekről vagy királyokról szóló szövegekben – előfordul, hogy ugyanazon a feliraton belül jobbról balra és balról jobbra is írtak. Ez is mutatja, hogy sok helyen a hieroglifák dekorációként illetve vallási-rituális okokból történő használata miatt a külső megjelenés fontosabb volt a nyelvtani pontosságnál. Az is előfordult, hogy egy szón belül a jelek sorrendjét felcserélték, erre tiszteletből került sor: az isten nevének hieroglifája például mindig a szó elejére került. Ez a királyok uralkodói nevében figyelhető meg leggyakrabban: III. Thotmesz koronázási nevét, a Men-kheper-Rét hieroglifákkal Ré-men-kheperként írták le, előrevéve a napisten Ré nevét. Ugyanez előfordult szóösszetételekben a király szóval is.
Az egyiptomi nyelv írásjeleit nem rendezték ábécésorrendbe, típus szerint azonban osztályozták őket: állat- és emberalakok, növényi formák, épületek stb. Ezt több, papiruszon fennmaradt írásjellista bizonyítja, melyet valószínűleg az írnoktanulók képzésénél használtak.
A hieroglif írás, hasonlóan a többi ókori keleti íráshoz, ritkán jelölte a magánhangzókat, emiatt az egyiptomi nyelv pontos kiejtése a mai napig nem ismert, de a kopt nyelv magánhangzóiból, illetve más ókori forrásokból (például akkád írásjelekkel írt levelek) lehet rá következtetni.

### A hieratikus írás
A hieroglif írásból kialakult ún. hieratikus írás szintén végigkísérte Egyiptom történelmét; első előfordulása a IV. dinasztia idejére tehető (i. e. 2570–2450). Nevét a görög hieratikosz szóból kapta, ami papi írást jelent, mivel az első Egyiptomba látogató görög történetírók a papoknál látták, a köznapi használatban már kezdte kiszorítani a démotikus. A hieratikus írást hivatali, adminisztrációs célokra használták. Leegyszerűsödött formái is mutatják, hogy míg a hieroglifákat elsősorban falakra, vésővel írták, addig a hieratikusat papiruszra, írónáddal. Napjaink gyorsírásához hasonlóan az írásjelek gyakran több jel összevonásából keletkeztek.
A hieroglifákkal ellentétben a hieratikus írást csak jobbról balra lehetett írni és olvasni.

### A démotikus írás

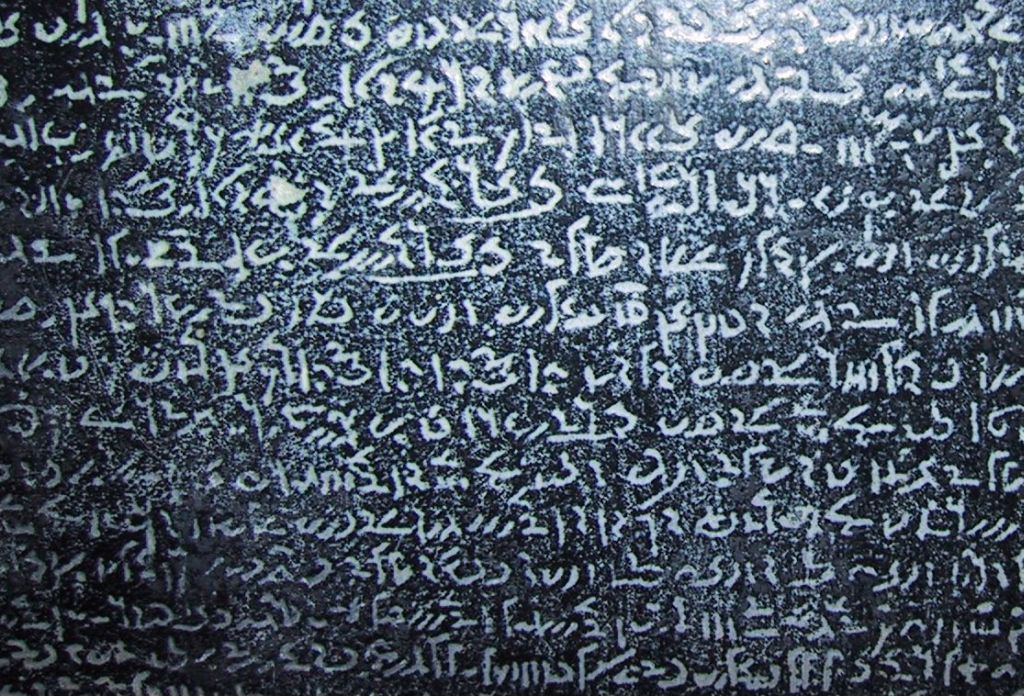
Démotikus írás a Rosette-i kövön

A démotikus írás (neve a görög demotikos, azaz „népi” szóból ered) Egyiptom történelme folyamán viszonylag későn, a XXV. dinasztia korában alakult ki (i. e. 8. sz.). A hieratikushoz hasonlóan kurzív kézírás volt, de lehetővé tette a még gyorsabb írást. Bár a  XXVI. dinasztia korától a hivatalnokok a démotikus írást használták, a vallási és tudományos szövegek leírásánál nem szorította ki teljesen a hieratikust.
Ebben az időben a görög kultúra már hatással volt Egyiptomra, és a démotikus írás már erőteljes görög hatást mutat; az addig nem jelölt magánhangzók jelölésére is a görögből vettek át betűket.

## A leggyakoribb hieroglif jelek
| A |

| A |

| i |

| i |

| i | i |

| i | i |

| y |

| y |

| a |

| a |

| w |

| w |

| W |

| W |

| b |

| b |

| p |

| p |

| f |

| f |

| m |

| m |

| n |

| n |

| r |

| r |

| h |

| h |

| H |

| H |

| x |

| x |

| X |

| X |

| s |

| s |

| z |

| z |

| S |

| S |

| N38 |

| N38 |

| N39 |

| N39 |

| q |

| q |

| k |

| k |

| g |

| g |

| t |

| t |

| T |

| T |

| d |

| d |

| D |

| D |

| Aw |

| Aw |

| Ab |

| Ab |

| Ax |

| Ax |

| E9 |

| E9 |

| D54 |

| D54 |

| ib |

| ib |

| Z11 |

| Z11 |

| nw |

| nw |

| in |

| in |

| ir |

| ir |

| A48 |

| A48 |

| M40 |

| M40 |

| V15 |

| V15 |

| aA |

| aA |

| F16 |

| F16 |

| aq |

| aq |

| aD |

| aD |

| wA |

| wA |

| wa |

| wa |

| wp |

| wp |

| wn |

| wn |

| M42 |

| M42 |

| wr |

| wr |

| G37 |

| G37 |

| wD |

| wD |

| bA |

| bA |

| bH |

| bH |

| Hw |

| Hw |

| pA |

| pA |

| pr |

| pr |

| pH |

| pH |

| T9 |

| T9 |

| T10 |

| T10 |

| mA |

| mA |

| mi |

| mi |

| mw |

| mw |

| mn |

| mn |

| N36 |

| N36 |

| mr |

| mr |

| Ab |

| Ab |

| mH |

| mH |

| ms |

| ms |

| mt |

| mt |

| D53 |

| D53 |

| G14 |

| G14 |

| md |

| md |

| nb |

| nb |

| nm |

| nm |

| M22 | M22 |

| M22 | M22 |

| nH |

| nH |

| ns |

| ns |

| nD |

| nD |

| rw |

| rw |

| rs |

| rs |

| HA |

| HA |

| Hp |

| Hp |

| N41 |

| N41 |

| Hm |

| Hm |

| Hn |

| Hn |

| Hr |

| Hr |

| W14 |

| W14 |

| HD |

| HD |

| xA |

| xA |

| xa |

| xa |

| D43 |

| D43 |

| xt |

| xt |

| XA |

| XA |

| Xn |

| Xn |

| D33 |

| D33 |

| Xr |

| Xr |

| G39 |

| G39 |

| V16 |

| V16 |

| V17 |

| V17 |

| sA |

| sA |

| Aa18 |

| Aa18 |

| sw |

| sw |

| O50 |

| O50 |

| sn |

| sn |

| sk |

| sk |

| F29 |

| F29 |

| SA |

| SA |

| Sw |

| Sw |

| Sm |

| Sm |

| Sn |

| Sn |

| V6 |

| V6 |

| Sd |

| Sd |

| qs |

| qs |

| qd |

| qd |

| kA |

| kA |

| km |

| km |

| gm |

| gm |

| gs |

| gs |

| U30 |

| U30 |

| tA |

| tA |

| ti |

| ti |

| tp |

| tp |

| T8 |

| T8 |

| tm |

| tm |

| TA |

| TA |

| D37 |

| D37 |

| di |

| di |

| DA |

| DA |

| Dw |

| Dw |

| Dr |

| Dr |

| Dd |

| Dd |

| R5 |

| R5 |

| M1 |

| M1 |

| iwn |

| iwn |

| isw |

| isw |

| awt |

| awt |

| apr |

| apr |

| anx |

| anx |

| P6 |

| P6 |

| aSA |

| aSA |

| wAH |

| wAH |

| wAs |

| wAs |

| wAD |

| wAD |

| wab |

| wab |

| P4 |

| P4 |

| wHm |

| wHm |

| wsr |

| wsr |

| N9 |

| N9 |

| mAa |

| mAa |

| nbw |

| nbw |

| nfr |

| nfr |

| nTr |

| nTr |

| rwD |

| rwD |

| HqA |

| HqA |

| Htp |

| Htp |

| xpr |

| xpr |

| xnt |

| xnt |

| xrp |

| xrp |

| xrw |

| xrw |

| xsf |

| xsf |

| Xnm |

| Xnm |

| Z9 |

| Z9 |

| T11 |

| T11 |

| sbA |

| sbA |

| spr |

| spr |

| M44 |

| M44 |

| zmA |

| zmA |

| snD |

| snD |

| T32 |

| T32 |

| sSm |

| sSm |

| stp |

| stp |

| sDm |

| sDm |

| Sps |

| Sps |

| Sma |

| Sma |

| Sms |

| Sms |

| O42 |

| O42 |

| grg |

| grg |

| DbA |

| DbA |

| nDm |

| nDm |